# Brasserie de Colmar
La brasserie de Colmar est une ancienne brasserie alsacienne installée à Colmar, dans le Haut-Rhin. Fondée en 1919, elle est fermée en 1975 puis relancée dans les années 2010.

## Historique

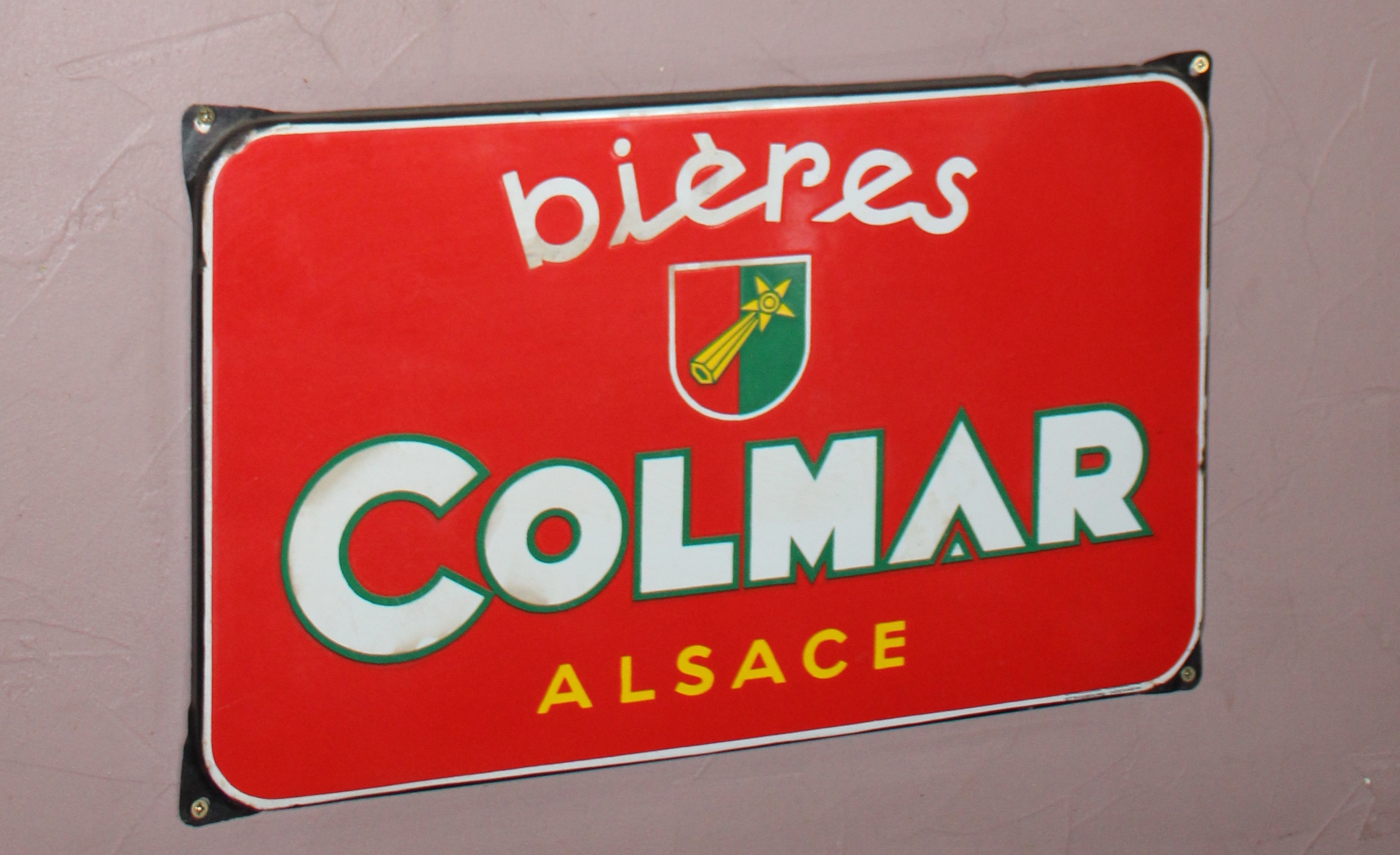
Plaque émaillée ancienne de la Bière de Colmar.

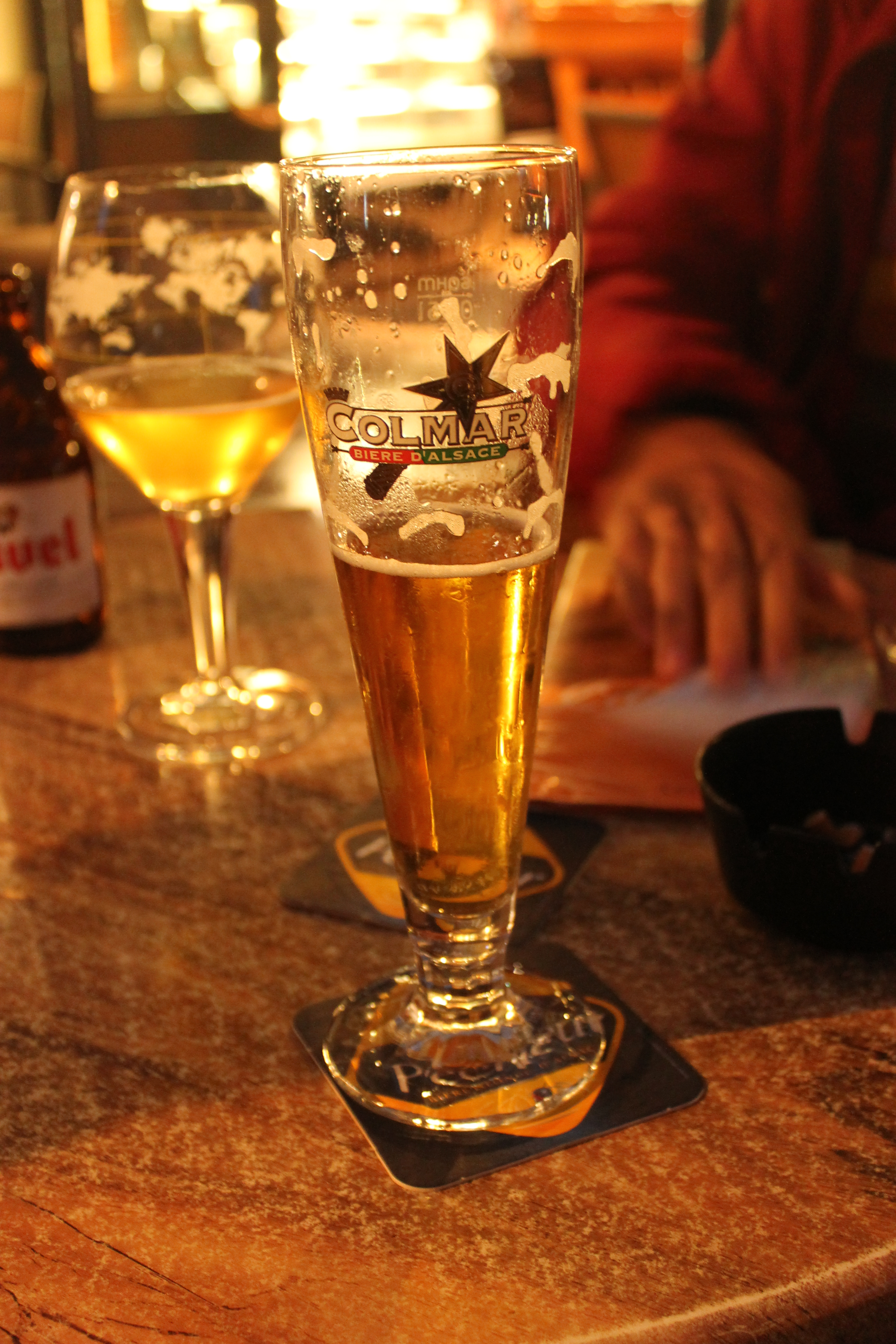
Verre de la bière Colmar moderne.

En 1919, plusieurs brasseries colmariennes, Ackerbräu, Bilger-Schmidt et Molly, se regroupent pour former la brasserie de Colmar.
Celle-ci s'implante sur un vaste terrain au nord de la ville en 1920.
En 1925, la brasserie produit 80 000 hectolitres. Elle devient une société anonyme et prend le nom de grandes brasseries et malteries de Colmar.
En 1932, la production atteint 115 000 hectolitres.
Elle dépose le bilan en 1935 mais est réorganisée et parvient à poursuivre son activité.
Les brasseries de l'Espérance et de Mutzig deviennent actionnaires de la brasserie de Colmar en 1952.
En 1969, elle rejoint le groupe l'Alsacienne de Brasserie (Albra) aux côtés des brasseries de l'Espérance, Mutzig, de la Perle et Haag à Ingwiller. Sa production est alors de 135 000 hectolitres.
Heineken acquiert l'Albra en 1972.
La brasserie de Colmar est définitivement fermée le 30 avril 1975. Les bâtiments de la brasserie sont démolis en 1978.
La bière Colmar Pils a été commercialisée jusqu'en 1978.
Dans les années 2010, la Colmar Pils est à nouveau produite par la brasserie artisanale Saint-Alphonse de Vogelgrun. Le logo figurant une masse d'armes, emprunté au blason de la ville, est repris et son dessin modernisé.